# Immota fides

Kleines Staatswappen des Herzogtums Braunschweig: Es zeigt als Umschrift im roten Oval die Devise IMMOTA FIDES sowie auf dem blauen Band eine weitere Devise des Welfenhauses NEC ASPERA TERRENT. Unten in der Mitte befindet sich das Großkreuz des Ordens Heinrichs des Löwen.

Immota fides (unerschütterliche Treue oder auch unverbrüchliche Treue) ist ein lateinischer Wahlspruch des Braunschweigischen Welfenhauses und eine Redewendung. Die Verwendung des Wahlspruchs geht auf die Stiftung des Ordens Heinrichs des Löwen am 25. April 1834 durch Wilhelm von Braunschweig, den letzten Herzog von Braunschweig und damit letzten männlichen Nachkommen des „Neuen Hauses Braunschweig“ zurück.

## Geschichte

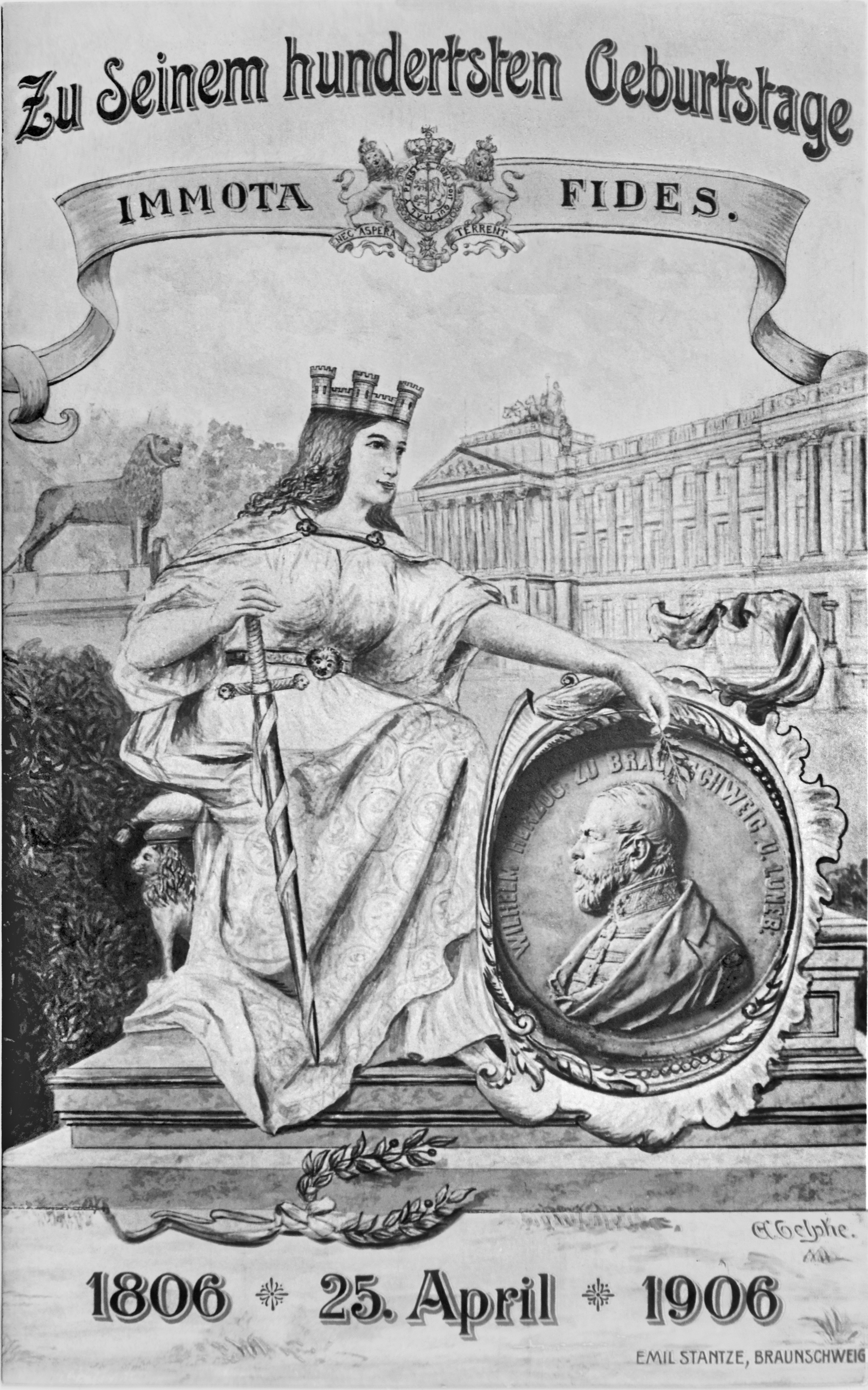
Ansichtskarte zum 25. April 1906, dem 100. Geburtstag Wilhelms von Braunschweig. Sie zeigt die Devise IMMOTA FIDES, links den Braunschweiger Löwen, im Zentrum Brunonia, die allegorische Landesgöttin der Stadt und des Herzogtums Braunschweig mit einem Bildnis Wilhelms und im Hintergrund das Braunschweiger Schloss. Die Darstellung ist signiert mit E. Gelpke.

Im Landesherrlichen Patent die Errichtung eines Herzoglichen Ordens und dessen Statuten betreffend, wurde festgelegt, dass IMMOTA FIDES der Wahlspruch für diesen Orden sei. Außer auf dem Orden ist die Devise zusammen mit der zweiten NEC ASPERA TERRENT (Widrigkeiten schrecken [uns/mich] nicht [ab]) auf dem kleinen Staatswappen des Herzogtums Braunschweig zu finden.
Die Freimaurerlogen Andreas-Loge ‚Immota Fides’ (Stiftungstag 18. Oktober 1903, Matrikelnummer 34) in der Breite Straße 18, in Braunschweig sowie die Schottenloge Immota fides am Blankenstein in Blankenburg am Harz wurden nach der Devise benannt.